# Malini Chib
Malini Chib (Calcuta, 1966) es una activista con parálisis cerebral defensora de los derechos de las personas con discapacidad. Chib escribió el libro One Little Finger durante dos años utilizando solo un dedo.

## Biografía
La pérdida de oxígeno durante su nacimiento fue lo que causó su parálisis cerebral. Sus padres se mudaron a Inglaterra después de su nacimiento con el fin de mejorar sus cuidados. Después de que su hermano Nikhil naciera, la familia volvió a la India. Como no fue admitida en ninguna escuela, su madre creó una escuela llamada The Centre For Special Education. Malini volvió tiempo después a Inglaterra para asistir a la Thomas Delarue School, una escuela con adaptación para alumnos con parálisis cerebral. Regresó a la India para asistir al Saint Xavier's College en Bombay donde siguió su carrera universitaria.  Después volvió a Inglaterra para cursar el máster en Estudios de Género en el Institute of Education de la Universidad de Londres. Su primo Shonali Bose es el director.

## Trayectoria
En diciembre de 2010, Chib publicó con la editorial Sage Publishing su libro autobiográfico titulado One Little Finger, que fue aclamado por la crítica. En 2015 escribió un capítulo llamado I Feel Normal Inside. Outside, My Body Isn't! , en la antología Disability, Gender and the Trajectories editado por Asha Hans y publicado por Sage Publishing.
Chib es fundadora y copresidenta del grupo de derechos de la organización Able Disable All People Together (ADAPT). Esta facción fue formada con la creencia de que ambos términos “able” (capaz) y “disabled” (discapacitado) deben trabajar juntos para dar forma a una sociedad inclusiva donde todas las personas son integradas.
También fue jefa de la Biblioteca y Servicios de Medios de comunicación. Fue la responsable para la defensa de esfuerzos micros y macros del grupo de derechos ADAPT. Usó sus habilidades organizativas para crear 'Inclusive Job Fair' para la juventud con discapacidad. Además, imparte cursos de empoderamiento y sensibilización para individuos, empresas, progenitores, profesionales y activistas con discapacidad.

## Reconocimientos
En 2011, el Ministerio de Justicia Social y Empoderamiento de la India otorgó a Chib el Premio Nacional para personas empoderadas con discapacidad en la categoría de ejemplo a seguir. Unos años después, en 2017 y enmarcado en el Día Mundial de las Personas con Parálisis Cerebral (que se celebra todos los 3 de octubre), Chib recibió de la Cerebral Palsy Alliance en Australia el primer premio en reconocimiento a su labor para asegurar los derechos de personas con discapacidad.
La película india de 2014 Margarita with a Straw está basada en la vida de Chib. En ella, la actriz Kalki Koechlin interpretó su papel. Después de su estreno, la película fue un éxito comercial y de crítica, y Koechlin ganó varios premios por su interpretación.